# سیارک ۲۰۸۵۲
سیارک ۲۰۸۵۲ (به انگلیسی: 20852 Allilandstrom، نامگذاری:2000VY12) بیست هزار و هشتصد و پنجاه و دومین سیارک کشف شده‌است که در ۱ نوامبر ۲۰۰۰ کشف شد.
قدر مطلق سیارک برابر ۱۱.۷ است.